# Richard Stallman
Richard Matthew Stallman (thường được viết tắt là RMS) (sinh 16 tháng 3 năm 1953), là một nhà hoạt động vì phần mềm tự do, một hacker (hiểu theo nghĩa tốt của từ này - một Hacker mũ trắng) và một nhà phát triển phần mềm. Vào tháng 9 năm 1983, ông đã triển khai Dự án GNU nhằm xây dựng các hệ điều hành giống Unix và trở thành kiến trúc sư trưởng kiêm người tổ chức. Với dự án GNU ông đã khởi đầu cho phong trào phần mềm tự do và đến tháng 10 năm 1985 thành lập Tổ chức Phần mềm Tự do. Ông cũng là người đồng sáng lập Hội lập trình tự do. Stallman là người đầu tiên đề xuất khái niệm copyleft và là tác giả chính của một vài giấy phép copyleft trong đó có Giấy phép Công cộng GNU, loại giấy phép phần mềm tự do được sử dụng rộng rãi nhất. Kể từ giữa thập niên 90, Stallman đã dành phần lớn thời gian để ủng hộ cho phần mềm tự do, cũng như tham gia vào chiến dịch chống lại bằng độc quyền sáng chế phần mềm và những điều theo ông là sự mở rộng quá mức của các luật bản quyền. Stallman cũng phát triển một số phần mềm được sử dụng rộng rãi như Emacs nguyên thủy, Tập hợp Trình biên dịch GNU (GCC) và Trình gỡ rối GNU (GDB).

## Dự án GNU
Stallman công bố kế hoạch về hệ điều hành GNU vào tháng 9 năm 1983 trên USENET và một vài danh sách thư ARPAnet.
Năm 1985, Stallman xuất bản GNU Manifesto, phác thảo động cơ của ông khi tạo ra một hệ điều hành tự do gọi là GNU có thể tương thích với Unix. Tên gọi GNU là cách viết tắt đệ quy cho "GNU's Not Unix" (GNU không phải Unix). Ngay sau đó, ông khởi đầu một hội phi lợi nhuận gọi là Tổ chức Phần mềm Tự do (Free Software Foundation - FSF) để thu hút các lập trình viên phần mềm tự do và tạo ra một cơ sở hạ tầng hợp pháp cho phong trào phần mềm tự do. Trong FSF, Stallman đóng vai trò một vị chủ tịch không lương.
Năm 1985, Stallman đã sáng tạo và phổ biến khái niệm copyleft, một cơ chế hợp pháp để bảo vệ quyền sửa đổi và tái phân phối cho phần mềm tự do.